# Fontvannes
Fontvannes est une commune française, située dans le département de l'Aube en région Grand Est.

## Géographie
| Dierrey-Saint-Julien |            | Macey  |
|                      | Fontvannes |        |
| Bucey-en-Othe        |            | Messon |

### Hydrographie
La commune est dans la région hydrographique « la Seine de sa source au confluent de l'Oise (exclu) » au sein du bassin Seine-Normandie. Elle est drainée par la Vanne,.
La Vanne, d'une longueur de 59 km, prend sa source dans la commune  et se jette  dans l'Yonne à Paron, après avoir traversé 22 communes.

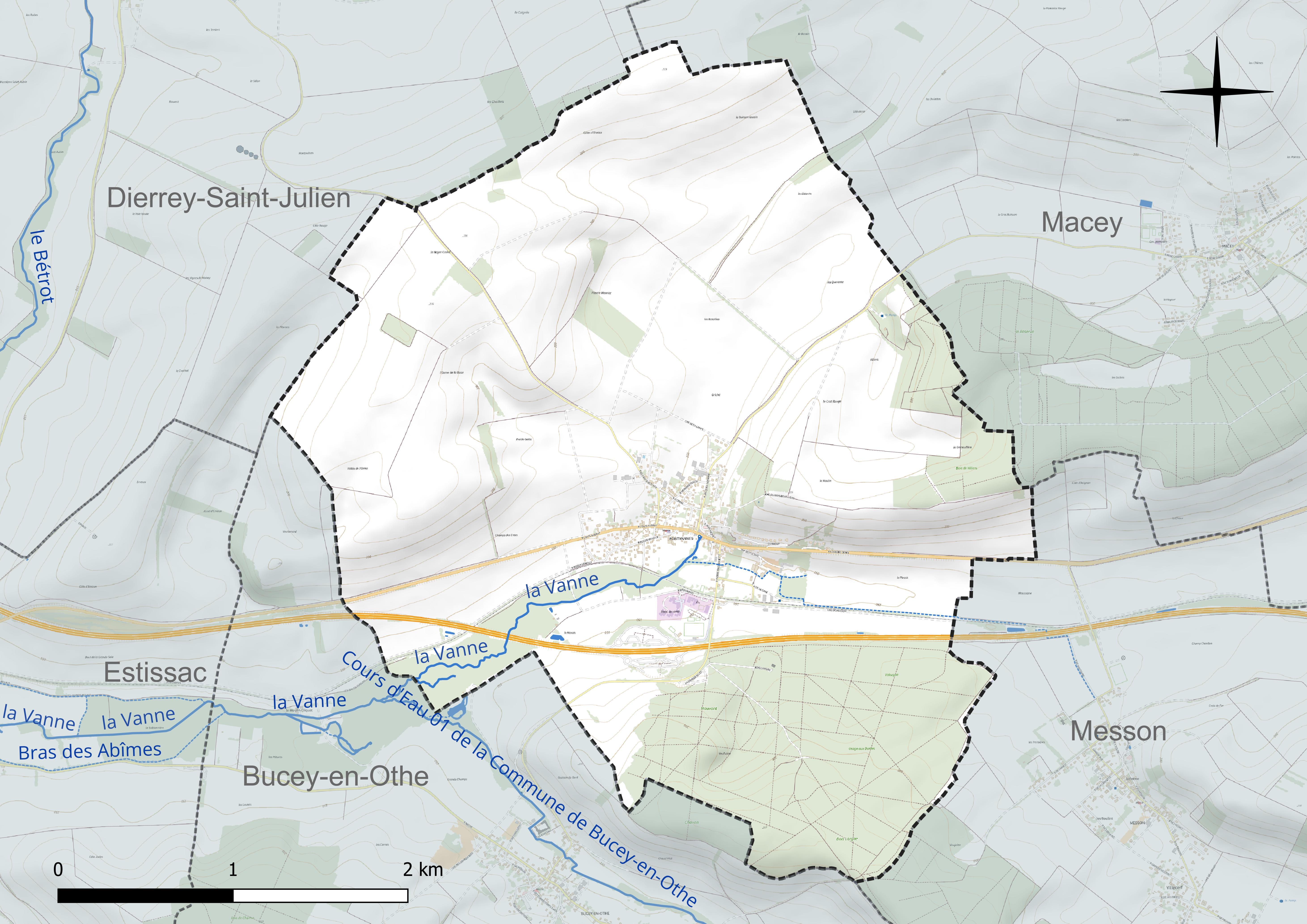
Réseau hydrographique de Fontvannes.

### Climat
Pour des articles plus généraux, voir Climat du Grand Est et Climat de l'Aube.
En 2010, le climat de la commune est de type climat océanique dégradé des plaines du Centre et du Nord, selon une étude du Centre national de la recherche scientifique s'appuyant sur une série de données couvrant la période 1971-2000. En 2020, Météo-France publie une typologie des climats de la France métropolitaine dans laquelle la commune est exposée à un climat océanique altéré et est dans la région climatique Nord-est du bassin Parisien, caractérisée par un ensoleillement médiocre, une pluviométrie moyenne régulièrement répartie au cours de l’année et un hiver froid (3 °C).
Pour la période 1971-2000, la température annuelle moyenne est de 10,3 °C, avec une amplitude thermique annuelle de 15,6 °C. Le cumul annuel moyen de précipitations est de 817 mm, avec 12,1 jours de précipitations en janvier et 7,8 jours en juillet. Pour la période 1991-2020, la température moyenne annuelle observée sur la station météorologique de Météo-France la plus proche, « Saint-Mards », sur la commune de Saint-Mards-en-Othe à 13 km à vol d'oiseau, est de 11,1 °C et le cumul annuel moyen de précipitations est de 759,6 mm. 
La température maximale relevée sur cette station est de 41,2 °C, atteinte le 25 juillet 2019 ; la température minimale est de −21,3 °C, atteinte le 2 janvier 1997,,.
Les paramètres climatiques de la commune ont été estimés pour le milieu du siècle (2041-2070) selon différents scénarios d'émission de gaz à effet de serre à partir des nouvelles projections climatiques de référence DRIAS-2020. Ils sont consultables sur un site dédié publié par Météo-France en novembre 2022.

## Urbanisme

### Typologie
Au 1er janvier 2024, Fontvannes est catégorisée commune rurale à habitat dispersé, selon la nouvelle grille communale de densité à 7 niveaux définie par l'Insee en 2022.
Elle est située hors unité urbaine. Par ailleurs la commune fait partie de l'aire d'attraction de Troyes, dont elle est une commune de la couronne,. Cette aire, qui regroupe 209 communes, est catégorisée dans les aires de 200 000 à moins de 700 000 habitants,.

### Occupation des sols
L'occupation des sols de la commune, telle qu'elle ressort de la base de données européenne d’occupation biophysique des sols Corine Land Cover (CLC), est marquée par l'importance des territoires agricoles (75,3 % en 2018), une proportion sensiblement équivalente à celle de 1990 (75,4 %). La répartition détaillée en 2018 est la suivante : 
terres arables (72,1 %), forêts (21,7 %), zones agricoles hétérogènes (3,1 %), zones urbanisées (3 %). L'évolution de l’occupation des sols de la commune et de ses infrastructures peut être observée sur les différentes représentations cartographiques du territoire : la carte de Cassini (XVIIIe siècle), la carte d'état-major (1820-1866) et les cartes ou photos aériennes de l'IGN pour la période actuelle (1950 à aujourd'hui).

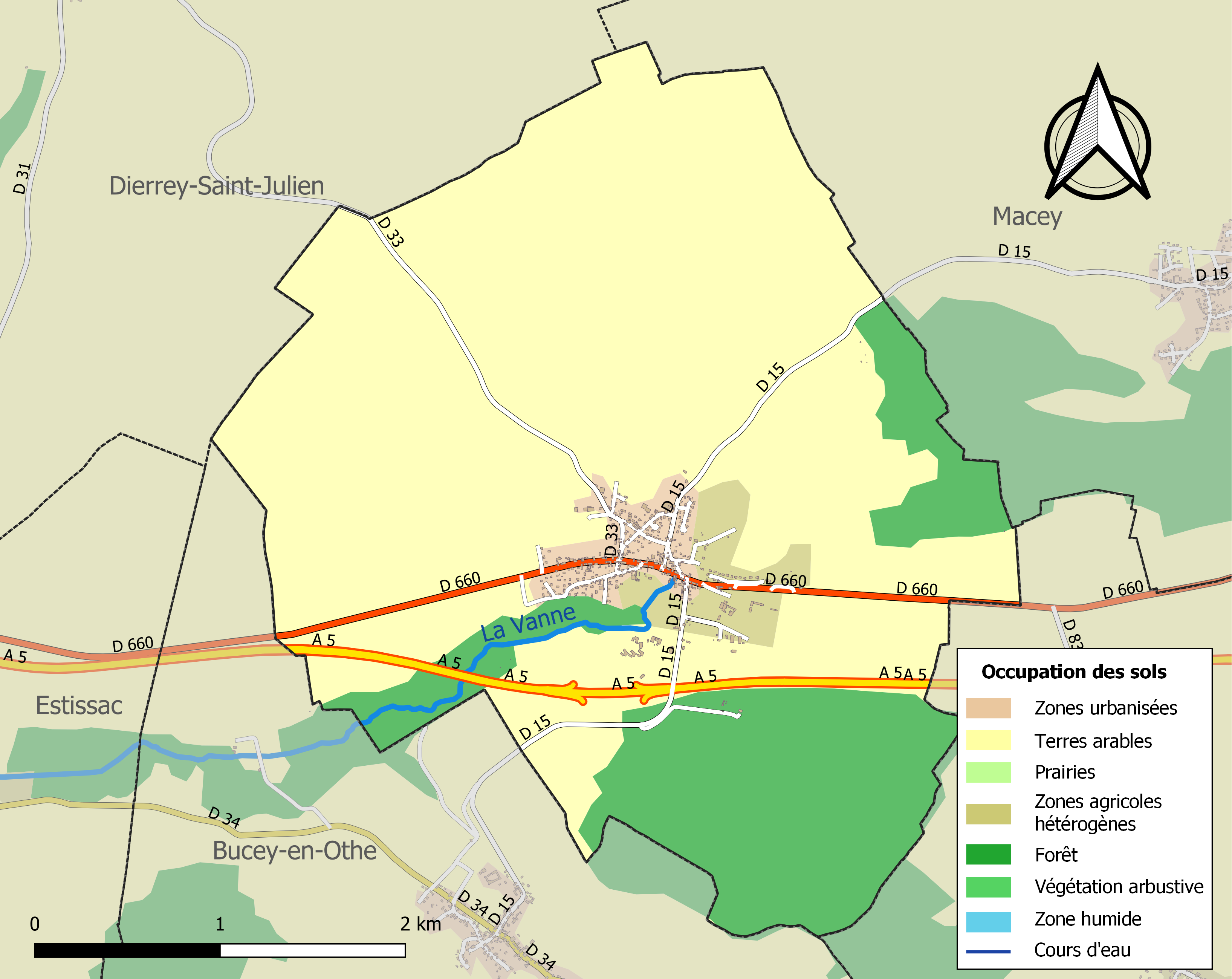
Carte des infrastructures et de l'occupation des sols de la commune en 2018 (CLC).

## Politique et administration
| Période                                  | Période  | Identité                                          | Étiquette | Qualité                                                           |
| ---------------------------------------- | -------- | ------------------------------------------------- | --------- | ----------------------------------------------------------------- |
| ?                                        | 2001     | M. Jean-Claude Nayrac                             | PS        |                                                                   |
| mars 2001                                | En cours | M. Didier Leprince Réélu pour le mandat 2020-2026 | LR        | Cadre supérieur, conseiller général puis conseiller départemental |
| Les données manquantes sont à compléter. |          |                                                   |           |                                                                   |

## Démographie
L'évolution du nombre d'habitants est connue à travers les recensements de la population effectués dans la commune depuis 1793. Pour les communes de moins de 10 000 habitants, une enquête de recensement portant sur toute la population est réalisée tous les cinq ans, les populations de référence des années intermédiaires étant quant à elles estimées par interpolation ou extrapolation. Pour la commune, le premier recensement exhaustif entrant dans le cadre du nouveau dispositif a été réalisé en 2004.

En 2022, la commune comptait 715 habitants, en évolution de −0,97 % par rapport à 2016 (Aube : +0,7 %, France hors Mayotte : +2,11 %).
| 1793 | 1800 | 1806 | 1821 | 1831 | 1836 | 1841 | 1846 | 1851 |
| ---- | ---- | ---- | ---- | ---- | ---- | ---- | ---- | ---- |
| 302  | 265  | 302  | 302  | 360  | 351  | 368  | 352  | 343  |

| 1856 | 1861 | 1866 | 1872 | 1876 | 1881 | 1886 | 1891 | 1896 |
| ---- | ---- | ---- | ---- | ---- | ---- | ---- | ---- | ---- |
| 360  | 357  | 350  | 329  | 314  | 349  | 330  | 317  | 306  |

| 1901 | 1906 | 1911 | 1921 | 1926 | 1931 | 1936 | 1946 | 1954 |
| ---- | ---- | ---- | ---- | ---- | ---- | ---- | ---- | ---- |
| 287  | 300  | 279  | 258  | 299  | 272  | 290  | 295  | 300  |

| 1962 | 1968 | 1975 | 1982 | 1990 | 1999 | 2004 | 2006 | 2009 |
| ---- | ---- | ---- | ---- | ---- | ---- | ---- | ---- | ---- |
| 300  | 297  | 340  | 461  | 563  | 553  | 542  | 538  | 579  |

| 2014 | 2019 | 2022 | - | - | - | - | - | - |
| ---- | ---- | ---- | - | - | - | - | - | - |
| 717  | 706  | 715  | - | - | - | - | - | - |

## Économie
Certaines parcelles agricoles de la commune pourraient prochainement entrer dans la zone de production des vins de Champagne.

## Culture locale et patrimoine

### Lieux et monuments
L'église paroissiale dédiée à Alban qui possède la dalle funéraire de Jean de Roffey et Gabrielle de Saquenay mort en 1602, le buste de Edme François Congniassé Desjardins de Fonvannes de 1810.

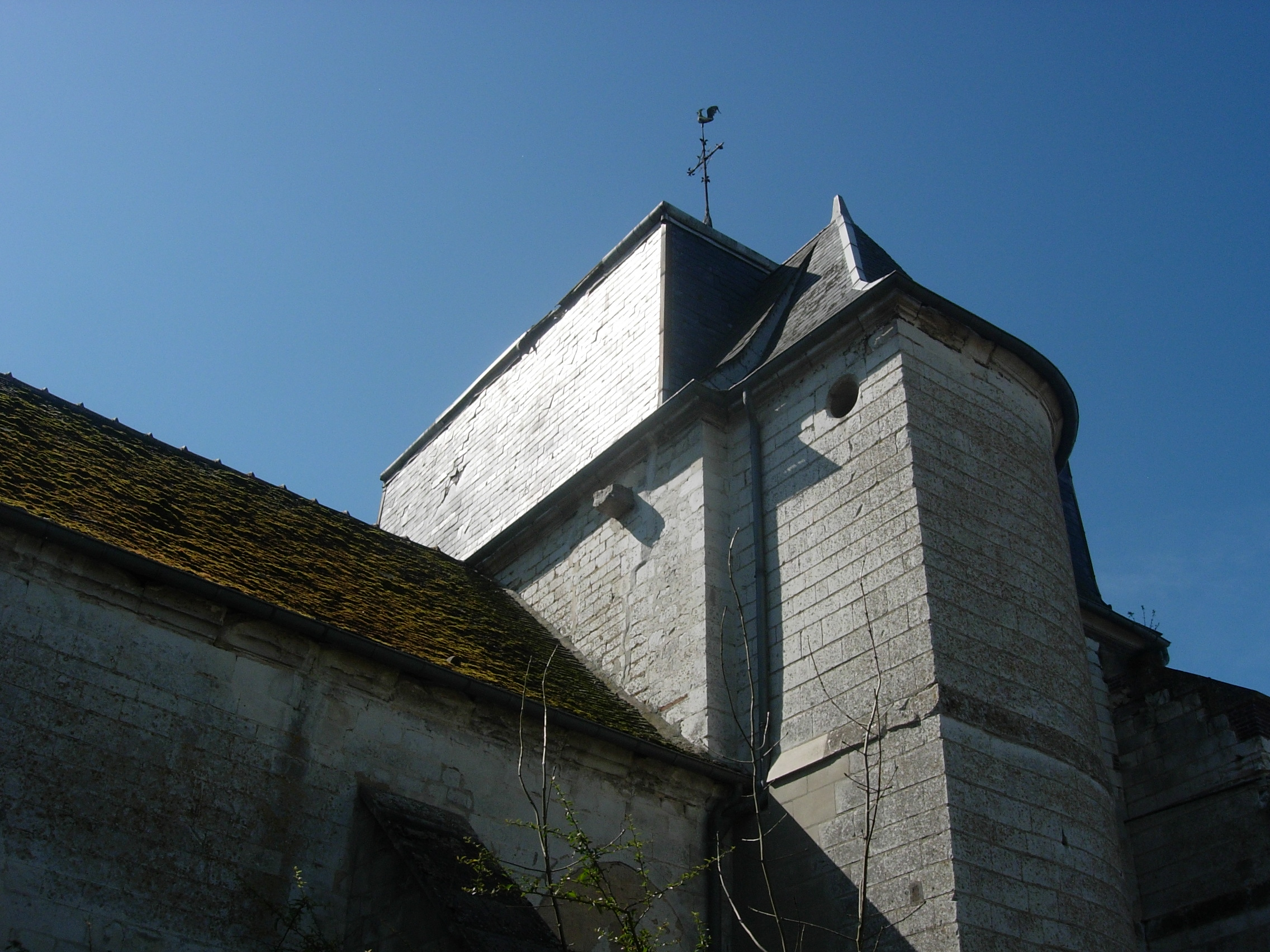
L'église de Fontvannes
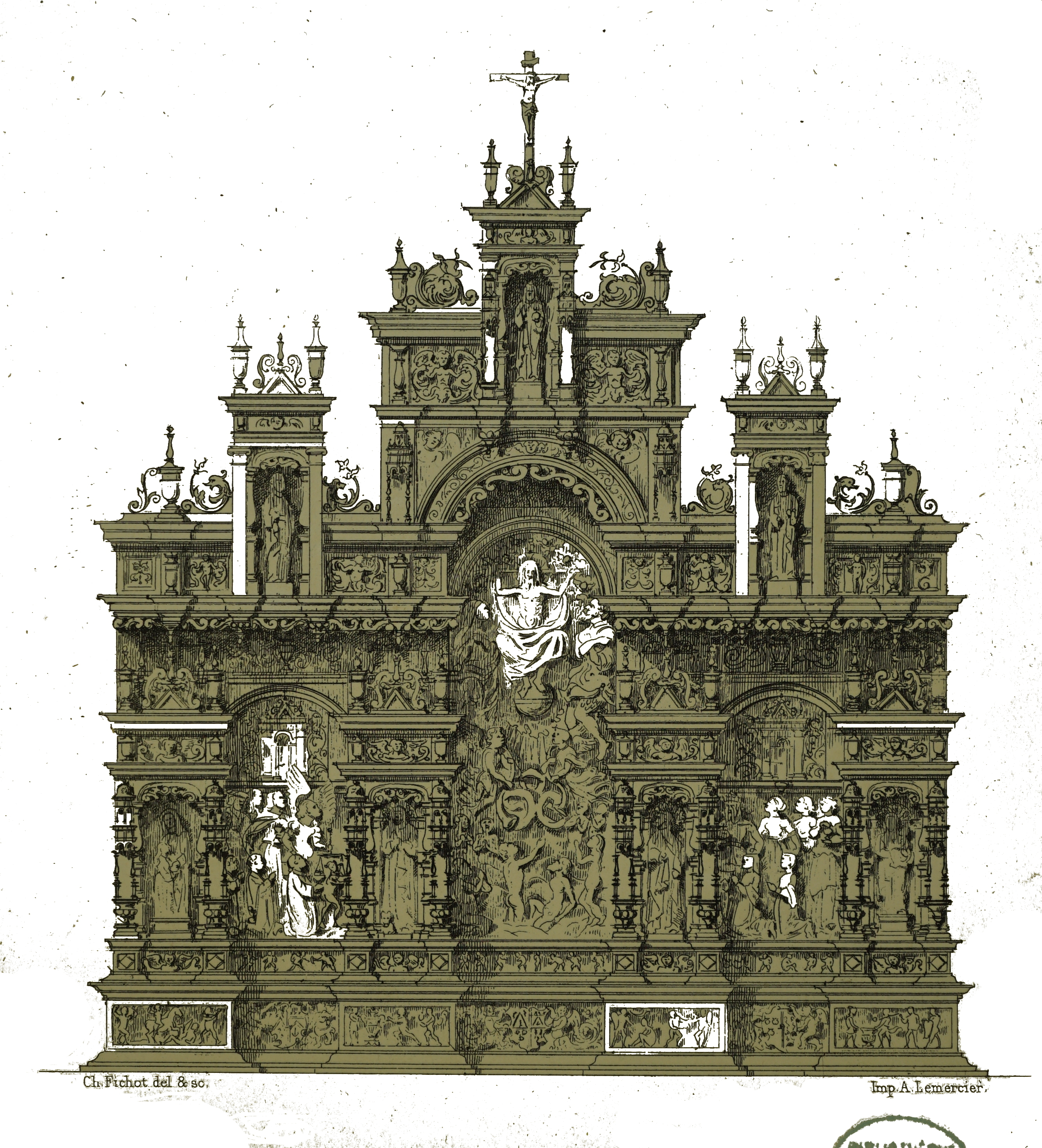
et son retable[22].
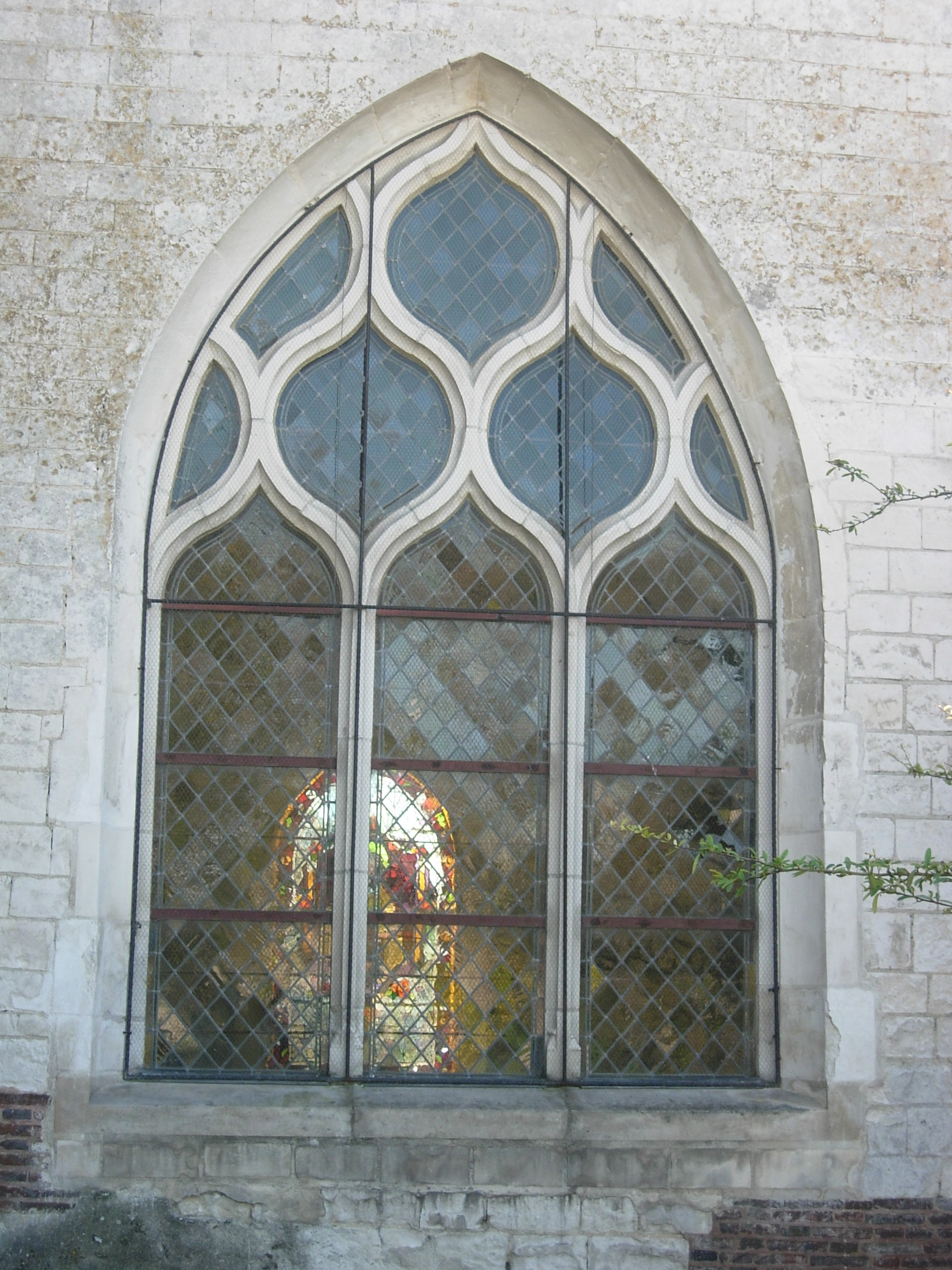
Fenêtre de l'église.
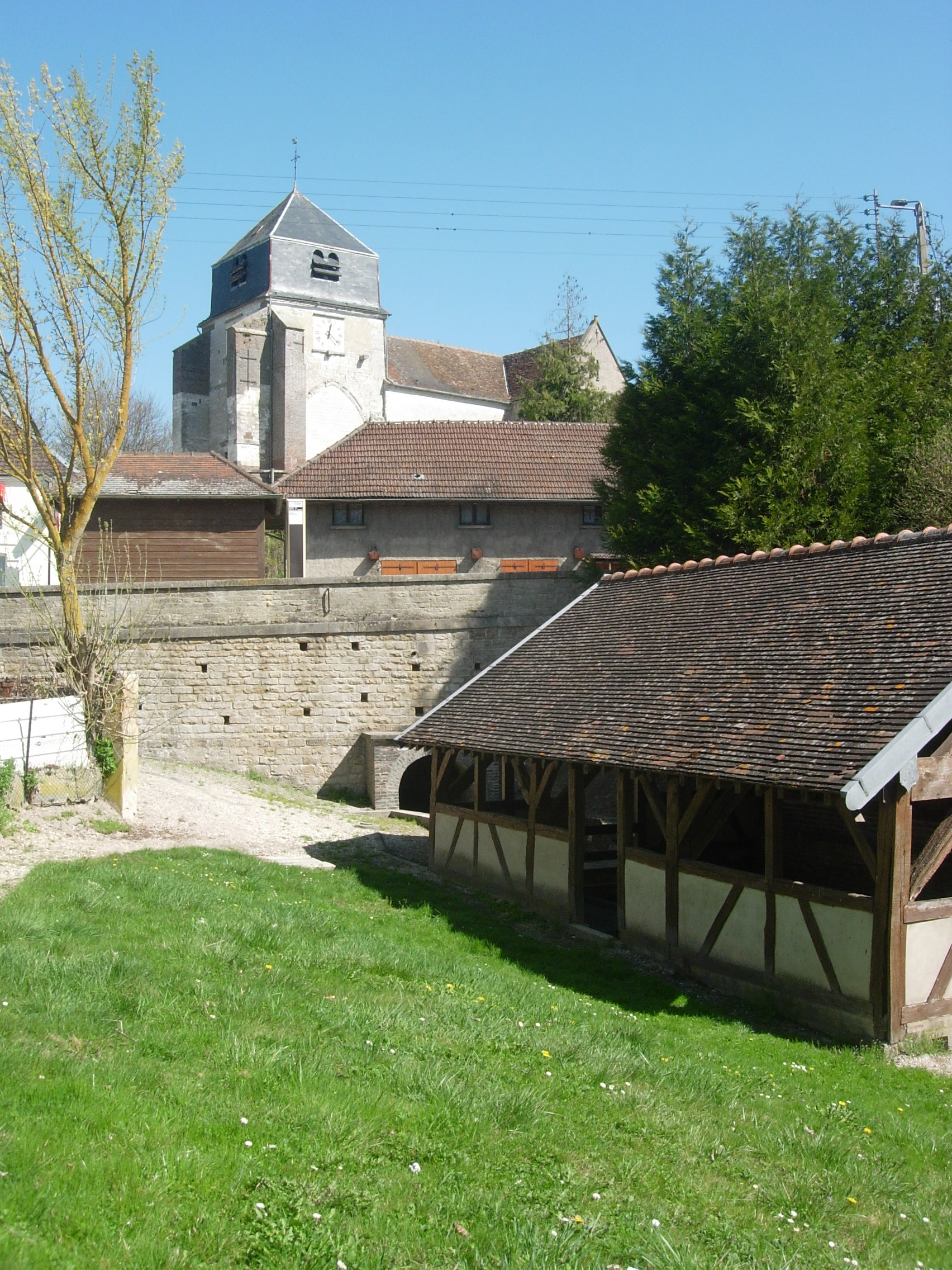
La source de la Vanne au pied de l'église et le lavoir
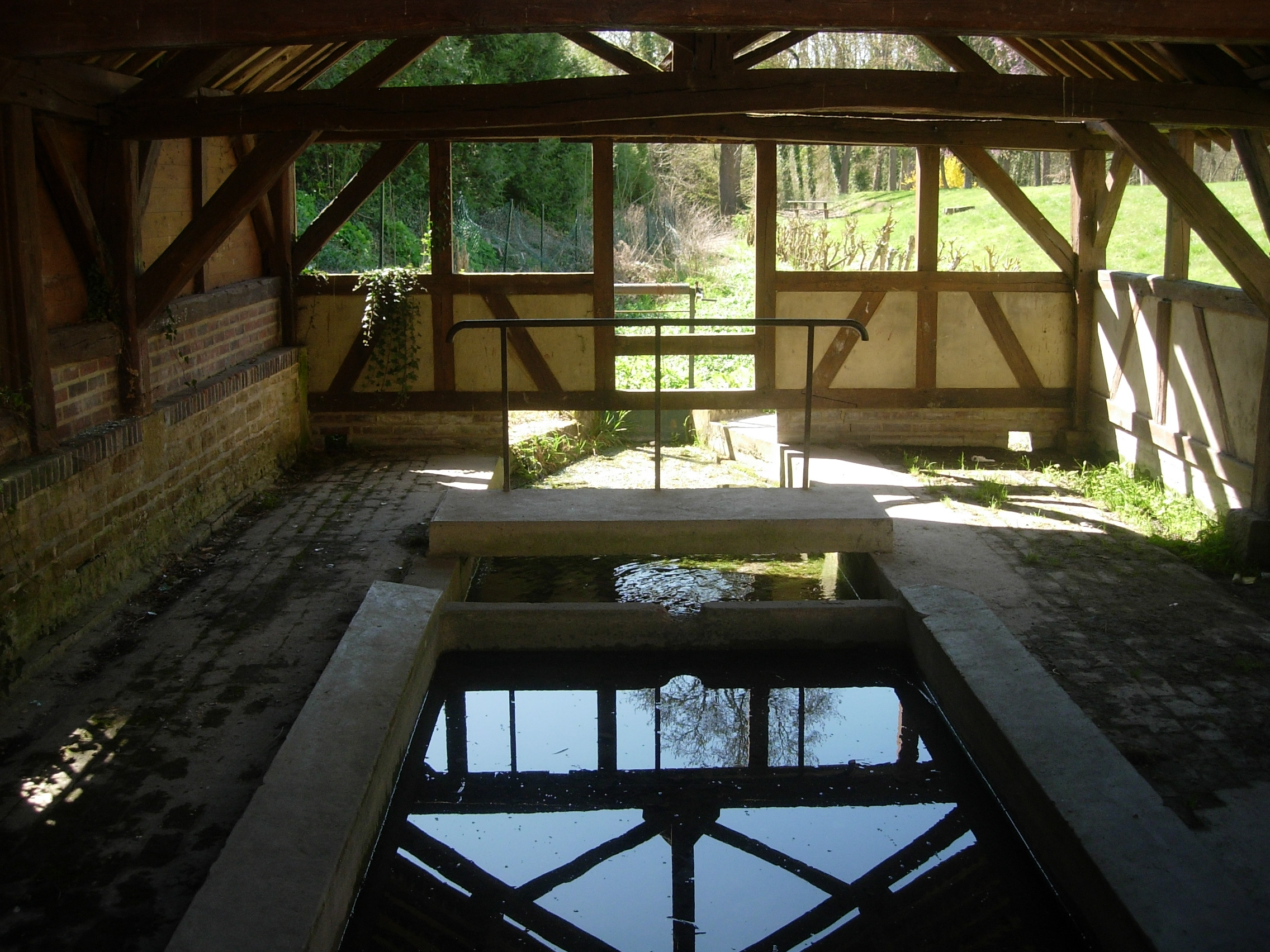
Le lavoir.
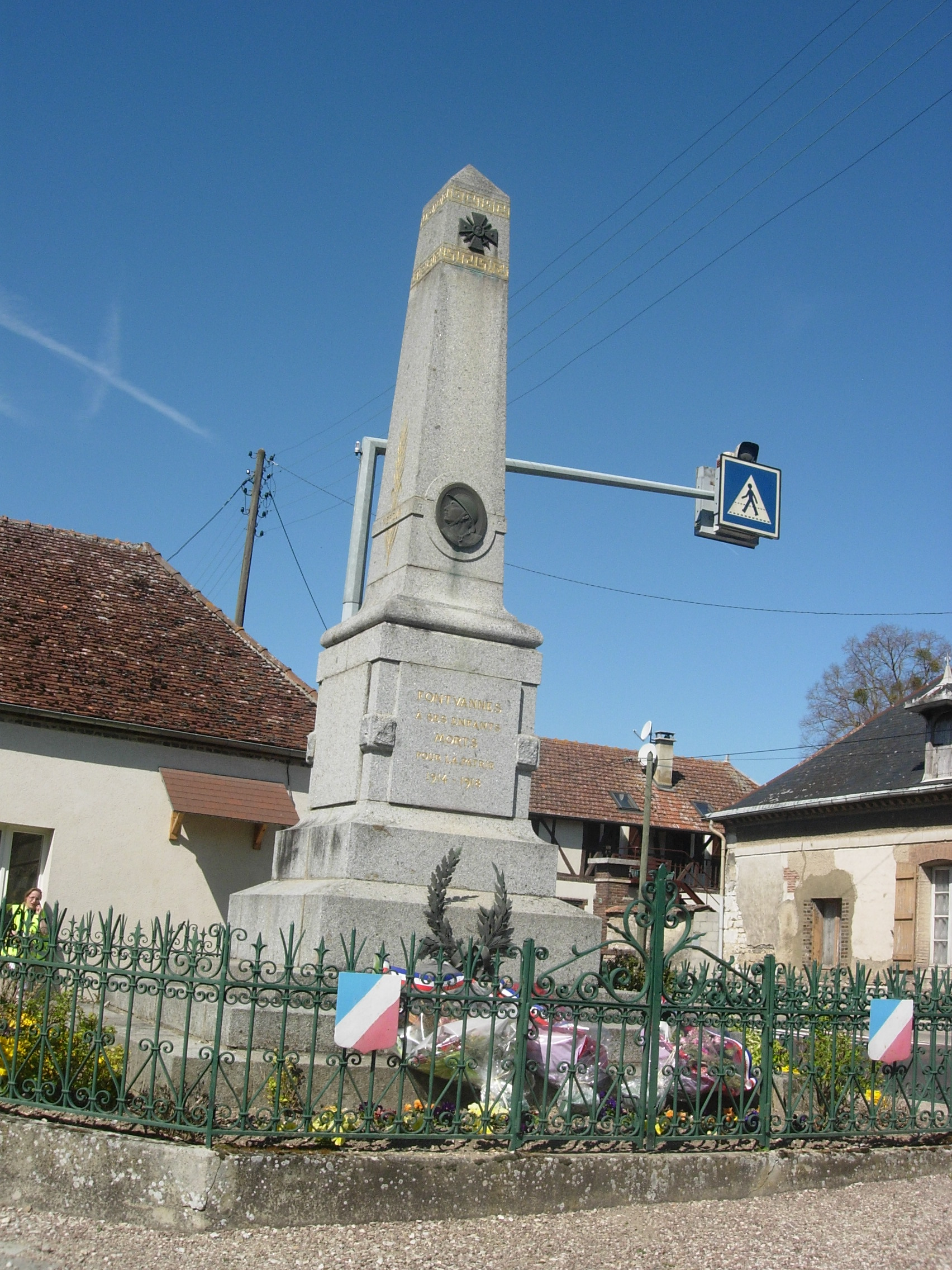
Le monument aux morts.

### Héraldique
| Blason de Fontvannes | Blason  | Parti : au 1er d'argent au chevron de gueules accompagné de trois trèfles de sinople, au 2e d'azur au lion d'argent, le tout sommé d'un chef d'or chargé d'une fasce ondée d'azur. |
| Blason de Fontvannes | Détails | Le statut officiel du blason reste à déterminer. |